# Giải Mâm xôi vàng cho đạo diễn tồi nhất
Giải Quả Mâm xôi vàng cho đạo diễn tồi nhất là một giải Quả Mâm xôi vàng dành cho đạo diễn của một phim được bầu là tồi nhất trong năm.
Dưới đây là danh sách các người đoạt giải và các người được đề cử theo từng năm:

## Thập niên 1980
1980 Robert Greenwald, phim Xanadu
- John G. Avildsen, - The Formula
- Brian De Palma, - Dressed to Kill
- William Friedkin, - Cruising
- Sidney Furie & Richard Fleischer, - The Jazz Singer
- Stanley Kubrick, - The Shining
- Michael Ritchie, - The Island
- John Trent, - Middle Age Crazy
- Nancy Walker, - Can't Stop the Music
- Gordon Willis, - Windows

1981 Michael Cimino, phim Heaven's Gate
- John Derek, - Tarzan, the Ape Man
- Blake Edwards, - S.O.B.
- Frank Perry, - Mommie Dearest
- Franco Zeffirelli, - Endless Love

1982 Ken Annakin, phim The Pirate Movie (đồng hạng) & Terence Young, - Inchon (đồng hạng)
- Matt Cimber, - Annie
- Hal Needham, - Megaforce
- John Huston, - Annie

1983 Peter Sasdy, phim The Lonely Lady
- Joe Alves, - Jaws 3-D
- Brian De Palma, - Scarface
- John Herzfeld, - Two of a Kind
- Hal Needham, - Stroker Ace

1984 John Derek, phim Bolero
- Bob Clark, - Rhinestone
- Brian De Palma, - Body Double
- John Guillermin, - Sheena
- Hal Needham, - Cannonball Run II

1985 Sylvester Stallone, phim Rocky IV
- Richard Brooks, - Fever Pitch
- Michael Cimino, - Year of the Dragon
- George Cosmatos, - Rambo: First Blood Part II
- Hugh Hudson, - Revolution

1986 Prince, phim Under the Cherry Moon
- Jim Goddard, - Shanghai Surprise
- Willard Huyck, - Howard the Duck
- Stephen King, - Maximum Overdrive
- Michelle Manning, - Blue City

1987 Norman Mailer, phim Tough Guys Don't Dance (đồng hạng) & Elaine May, phim Ishtar (đồng hạng)
- James Foley, - Who's That Girl?
- Joseph Sargent, - Jaws: The Revenge
- Paul Weiland, - Leonard Part 6

1988 Blake Edwards, phim Sunset (đồng hạng) & Stewart Raffill, phim Mac and Me (đồng hạng)
- Michael Dinner, - Hot to Trot
- Roger Donaldson, - Cocktail
- Peter Macdonald, - Rambo III

1989 William Shatner, phim Star Trek V: The Final Frontier
- John G. Avildsen, - The Karate Kid, Part III
- Jim Drake, - Speed Zone!
- Rowdy Herrington, - Road House
- Eddie Murphy, - Harlem Nights

## Thập niên 1990
1990 John Derek, phim Ghosts Can't Do It
- John G. Avildsen, - Rocky V
- Brian De Palma, - The Bonfire of the Vanities
- Renny Harlin, - The Adventures of Ford Fairlane
- Prince, - Graffiti Bridge

1991 Michael Lehmann, phim Hudson Hawk
- Dan Aykroyd, - Nothing but Trouble
- William A. Graham, - Return to the Blue Lagoon
- David Kellogg, - Cool as Ice
- John Landis, - Oscar

1992 David Seltzer, phim Shining Through
- Danny DeVito, - Hoffa
- John Glen, - Christopher Columbus: The Discovery
- Barry Levinson, - Toys
- Kenny Ortega, - Newsies

1993 Jennifer Lynch, phim Boxing Helena
- Uli Edel, - Body of Evidence
- Adrian Lyne, - Indecent Proposal
- John McTiernan, - Last Action Hero
- Phillip Noyce, - Sliver

1994 Steven Seagal, phim On Deadly Ground
- Lawrence Kasdan, - Wyatt Earp
- John Landis, - Beverly Hills Cop III
- Rob Reiner, - North
- Richard Rush, - Color of Night

1995 Paul Verhoeven, phim Showgirls
- Renny Harlin, - Cutthroat Island
- Roland Joffé, - The Scarlet Letter
- Frank Marshall, - Congo
- Kevin Reynolds, - Waterworld

1996 Andrew Bergman, phim Striptease
- John Frankenheimer, - The Island of Dr. Moreau
- Stephen Frears, - Mary Reilly
- John Landis, - The Stupids
- Brian Levant, - Jingle All the Way

1997 Kevin Costner, phim The Postman
- Jan de Bont, - Speed 2: Cruise Control
- Luis Llosa, - Anaconda
- Joel Schumacher, - Batman & Robin
- Oliver Stone, - U Turn

1998 Gus Van Sant, phim Psycho
- Michael Bay, - Armageddon
- Jeremiah S. Chechik, - The Avengers
- Roland Emmerich, - Godzilla
- Alan Smithee (cũng gọi là Arthur Hiller), - An Alan Smithee Film: Burn Hollywood Burn

1999 Barry Sonnenfeld, phim Wild Wild West
- Jan de Bont, - The Haunting
- Dennis Dugan, - Big Daddy
- Peter Hyams, - End of Days
- George Lucas, - Star Wars Episode I: The Phantom Menace

## Thập niên 2000
2000 Roger Christian, phim Battlefield Earth
- Joe Berlinger, - Book of Shadows: Blair Witch 2
- Steven Brill, - Little Nicky
- Brian DePalma, - Mission to Mars
- John Schlesinger, - The Next Best Thing

2001 Tom Green, phim Freddy Got Fingered
- Michael Bay, - Pearl Harbor
- Peter Chelsom (với Warren Beatty), - Town & Country
- Vondie Curtis-Hall, - Glitter
- Renny Harlin, - Driven

2002 Guy Ritchie, phim Swept Away
- Roberto Benigni, - Pinocchio
- Tamra Davis, - Crossroads
- George Lucas, - Star Wars Episode II: Attack of the Clones
- Ron Underwood, - The Adventures of Pluto Nash

2003 Martin Brest, phim Gigli
- Robert Iscove, - From Justin to Kelly
- Mort Nathan, - Boat Trip
- The Wachowski brothers, - The Matrix Reloaded & The Matrix Revolutions
- Bo Welch, - The Cat in the Hat

2004 Pitof, phim Catwoman
- Bob Clark, - SuperBabies: Baby Geniuses 2
- Renny Harlin và/hoặc Paul Schrader, - Exorcist: The Beginning
- Oliver Stone, - Alexander
- Keenen Ivory Wayans, - White Chicks

2005 John Mallory Asher, phim Dirty Love
- Uwe Boll, - Alone in the Dark
- Jay Chandrasekhar, - The Dukes of Hazzard
- Nora Ephron, - Bewitched
- Lawrence Guterman, - Son of the Mask

2006 M. Night Shyamalan, phim Lady in the Water
- Uwe Boll, - BloodRayne
- Michael Caton-Jones, - Basic Instinct 2
- Ron Howard, - The Da Vinci Code
- Keenen Ivory Wayans, - Little Man

2007 Chris Sivertson, phim I Know Who Killed Me
- Dennis Dugan, - I Now Pronounce You Chuck and Larry
- Roland Joffé, - Captivity
- Brian Robbins, - Norbit
- Fred Savage, - Daddy Day Camp

2008 Uwe Boll, phim 1968 Tunnel Rats, In the Name of the King: A Dungeon Siege Tale & Postal
- Jason Friedberg and Aaron Seltzer, - Disaster Movie & Meet the Spartans
- Tom Putnam, - The Hottie and the Nottie
- Marco Schnabel, - The Love Guru
- M. Night Shyamalan, - The Happening

Bản mẫu:Golden Raspberry Award Years